# -クロノス- 漆黒の神話
『-クロノス- 漆黒の神話』（-クロノス- しっこくのしんわ）は、高階良子による日本の漫画作品。
『ミステリーボニータ』（秋田書店）にて2010年2月号より不定期に連載されていたが、2013年（平成25年）の"リニューアル第3号"6月号で完結した。単行本はボニータ・コミックスより全7巻。

## あらすじ
闇の牢獄に幽閉されたクロノスと、彼に見初められたエリカの危険な愛の物語。
或る日、父の会社の取引先へ届け物を頼まれたエリカは、自分が会社の倒産を免れるのと引きかえに売られたことを知る。その日を境に、幾度も命を狙われる。紆余曲折の末に、絶望と死の闇を越えて世界とクロノスを救ったエリカは半ば諦めた"約束の野"でクロノスとの至福を得るのだった。

## 登場人物
野神エリカ（のがみ エリカ）
裕福な家庭に生まれ育った16歳の少女。ゼウス曰く"セイレーンの如し"と評される。
父親の会社の事業が行き詰まり倒産を免れるために莫大な金と交換で、エリカを「約束の娘」と呼ぶ者たちに売られてしまう。村の洞窟に住まう「主」の神託に従い、底深い奈落のような場所に突き落とされるが、強く助けを願った直後に守護神クロノスの力により時間が巻き戻り命は助かる。しかし、戻ったのは仲介人の竹中の元へ行った時点だったため、追っ手からの逃亡生活が始まる。
偶然手に入れた「倉沢美咲（後述）」の身元を利用し、生活を始める。イケメンに騙されクロノスと敵対するゼウスら神々の罠に嵌まり、何度も化け物に食い殺され時を戻したクロノスに救われるという繰り返し。そのため、当初は怪しすぎる宮微愛都（後述）を警戒するが、彼と野神の母との間に生を受けたことで今迄父と信じた人とは血の繋がりが無いという出生の秘密を知る。地獄の断崖でクロノスが永の幽閉により焦燥と怒りと憎悪により世界を滅ぼす激情のエネルギーを爆発させることを知り、世界を守るため、それでもクロノスの心に寄り添わんと冥王に殺されることを選んだ。気がつくともはや叶わぬと思った"約束の野"でのクロノスとの日々が現実になっていた。
クロノス
嘗ての大神。エリカの死を賭した自身と世界に対する愛に新たな力を与えられ、愛するエリカの命の再生を希い、幽閉で長々と伸びた髪をもエネルギーに変換し真の意味でエリカを抱きしめることが叶う。少し長めのショートヘアになり若々しい外見だけになっただけではなく、祝福に駆け付けた神々を蹴散らしてでも2人の時間を欲したため、エリカに叱られてしまう。子供じみた独占欲に駆られる。流石に、お互いに激情を募らせ周囲に危険視される中で、エリカの幸福を願い警告したりする等の心を砕いた彼女の実父である愛都には嫉妬の矛先を向けづらいらしい。
禍津（まがつ）
ヘパイストス手工芸店の主人。左眼の瞼に大きな傷がある。自分が作った作品と心を通わすことができ、店の近くの墓地に飾ってあった自作の銅像に逃げるエリカが力無く縋っているのを感じ取り助ける。エリカを守る腕輪を作る。
自身の真の名を語ったことはないが、店名と話の流れ等により鍛冶の神ヘパイストスである。
麗華（れいか）
禍津の妻。戦神「亜礼清（アレス）」や海王ポセイドンという愛人がいることから、美と愛の女神アフロディテである。クロノスの依り代を務める巫女の役割を果たし、度々彼に体を貸してはエリカとの仮初めの邂逅に協力している。しかし、クロノスの焦燥と怒りとエリカを求める狂おしい想いが爆発しかけている危険を察し、体を貸すことに戸惑いを覚える。
宮微愛都（くび あいと）
エリカの実父で、麗華の息子。禍津からの流れで推測すれば愛神エロスである。珍しくも麗しい青年の姿で登場。ガイアの命令でクロノスを解放する鍵となるエリカを産ませるため、エリカの母である女性に彼女を孕ませた。愛娘とクロノスの焦燥に危惧を抱いており、特にクロノスの焦燥を募らせた激情に危機感を持ち、つかの間のふれあいにクロノスに恋い焦がれるエリカに警告する。
亜礼清（あれす）
戦神アレス。麗華（アフロディテ）の愛人の1人で、彼女に降臨するクロノスに関心を抱き、エリカに協力した。
ゼウス
クロノスが兄弟姉妹に与えた仕打ちと世の破滅を厭い、クロノスの解放を阻止せんとエリカの抹殺を企む大神。しかし、愛するクロノスの解放と世界を守ることを両立せんがため、敢えて冥王に斬首されることにより世界の破滅を救い、愛する心だけはクロノスに寄り添おうとしたエリカの愛に涙した。クロノスに危惧すべき点が無くなったため、2度とエリカとクロノスに危害を加えぬと決意するのだった。
ガイア
クロノスの解放と幸福を心から願う大母神。
冥基（くらもと）
実は、エリカ抹殺を幾度となく遂行する冥王ハデス。
デメテル
ハデスの正妻の母として、彼に協力することもある。
ポセイドン
海界を統治する海王。麗華の愛人の1人。
倉沢美咲（くらさわ みさき）
ストーカーから逃げようとし、隣に座っていたエリカと自分のバッグを取り違えた直後に交通事故に遭い、偶然顔をひどく損傷したことから、バッグの中の身分証により、「野神エリカ」として死亡した21歳の女性。
竹中（たけなか）
エリカを「約束の娘」と呼び、醜悪な神に仕えるある村の長に依頼され、後にもたらされる栄華と交換にエリカを追う。紆余曲折の末に、エリカに魅了されて彼女を女神と呼び守るようになる。

## 書籍情報
- 高階良子 『-クロノス- 漆黒の神話』 秋田書店〈ボニータコミックス〉 全7巻
  1. 2010年7月13日発売、ISBN 978-4-253-26014-5
  2. 2011年1月14日発売、ISBN 978-4-253-26015-2
  3. 2011年7月15日発売、ISBN 978-4-253-26016-9
  4. 2012年1月16日発売、ISBN 978-4-253-26017-6
  5. 2012年7月13日発売、ISBN 978-4-253-26018-3
  6. 2013年1月16日発売、ISBN 978-4-253-26019-0
  7. 2013年7月16日発売、ISBN 978-4-253-26020-6